# Judy Farrell
Judy Farrell, nombre de nacimiento Hayden (Quapaw, Oklahoma, 11 de mayo de 1938–2 de abril de 2023) fue una actriz estadounidense, más conocida por su papel como la enfermera Able en la serie de televisión de género cómico M*A*S*H. Interpretó pequeños papeles en varias otras series de televisión y luego escribió trece episodios para la telenovela Port Charles.

## Biografía
Judy Hayden nació y se crio en Quapaw (Oklahoma). Se licenció en Bellas Artes y Teatro en la Universidad de Oklahoma.
Mientras estudiaba una maestría en UCLA en 1961, conoció al actor Mike Farrell. Trabajó como profesora de inglés y arte dramático en el instituto Laguna Beach High School de Laguna Beach. En agosto de 1963 se casó con Farrell, con quien tuvo dos hijos, Erin y Michael. En la década de 1960, Farrell y ella actuaron juntos en el teatro The Laguna Playhouse. Se divorciaron a principios de la década de 1980.
El matrimonio de los Farrell se incluyó en el guion de un episodio de M*A*S*H: En el episodio "The Colonel's Horse", el personaje de Mike, capitán B.J. Hunnicutt, dijo que su mujer Peg (interpretada por Catherine Bergstrom en dos apariciones en la serie y algunas fotografías) era de Quapaw, la ciudad natal de Judy, y que su padre se llamaba Floyd Hayden. Su hija en la serie también se llamaba Erin, como su hija en la vida real.
Farrell falleció el 2 de abril de 2023 a los 84 años, por complicaciones de un derrame cerebral en West Hills.